# Райт-Ковалёва, Рита
Ри́та Я́ковлевна Райт-Ковалёва (урождённая Раи́са Я́ковлевна Черномо́рдик; 19 апреля 1898 — 29 декабря 1988) — советская писательница и переводчица. В её переводе в СССР впервые появились русские версии многих произведений Генриха Бёлля, Франца Кафки, Джерома Сэлинджера, Уильяма Фолкнера, Курта Воннегута, Натали Саррот, Анны Франк, Эдгара По. Переводила на немецкий язык Владимира Маяковского (в том числе «Мистерию-буфф»). Автор художественной биографии «Роберт Бёрнс» (1959), воспоминаний о Маяковском, Хлебникове, Ахматовой и Пастернаке.

## Биография
Раиса Яковлевна Черномордик родилась 19 апреля 1898 года в деревне Петрушево Елисаветградского уезда Херсонской губернии (ныне — Трояны, Кировоградская область, Украина) в еврейской семье.
Её отец, выпускник Дерптского университета, военный врач и участник Русско-японской войны, полковник медицинской службы Яков-Меер Залманович (Яков Зиновьевич) Черномордик (1868—1960) был уроженцем Велижа и с 1906 года его городовым врачом, а в советское время и с перерывом на время Великой Отечественной войны — главным санитарным врачом района. Раиса провела детство в Курске и Велиже, потом по семейной традиции отправилась получать медицинское образование — сначала в Харьков, где познакомилась с Велимиром Хлебниковым (и даже переводила на немецкий язык его стихи), а потом в Москву. В 1924 году окончила медицинский факультет 2-го МГУ.
В литературный процесс включилась не сразу, а после переезда в Ленинград, где она по собственной инициативе устроилась на работу в лабораторию к знаменитому физиологу И. П. Павлову. Проработала в лаборатории семь лет.
Попав в Москву, по счастливому стечению обстоятельств познакомилась с Маяковским, Бриками и Пастернаком. По просьбе Лили Брик начала документировать жизнь Маяковского.
Решив отделить «обычную» жизнь от творческой, взяла себе псевдоним Рита Райт. К 20 годам она сочиняла стихи, свободно говорила по-немецки и по-французски (английский выучила позже), в возрасте 22 лет по просьбе Маяковского перевела на немецкий язык «Мистерию-буфф», впоследствии переводила на русский Шиллера, а в 1950-х годах, когда её пытались отлучить от литературы, выучила болгарский, чтобы переводить с этого языка.
Супруг — Николай Ковалев, капитан первого ранга, был флагманским механиком бригады подплава Северного флота.
Дочь Риты Райт Маргарита Ковалёва также сперва получила биологическое образование, а затем стала переводчиком. Рита Яковлевна приходилась тётей юному герою войны, юнге Северного флота Саше Ковалёву (погиб в 17-летнем возрасте), он жил у неё с 10 до 15-летнего возраста (после ареста обоих его родителей), и перед уходом в 1942 году на учёбу в Соловецкую школу юнг Северного Флота.
С 1962 года жила в ЖСК «Советский писатель»: Красноармейская улица, д. 27 (до 1969: 2-я Аэропортовская ул., д. 16).
Рита Райт скончалась в Москве 29 декабря 1988 года.

## Анекдоты
- С. Довлатов[9]:

Когда-то я был секретарем Веры Пановой. Однажды Вера Фёдоровна спросила:

— У кого, по-вашему, самый лучший русский язык?

Наверно, я должен был ответить — у вас. Но я сказал:

— У Риты Ковалёвой.

— Что за Ковалёва?

— Райт.

— Переводчица Фолкнера, что ли?

— Фолкнера, Сэлинджера, Воннегута.

— Значит, Воннегут звучит по-русски лучше, чем Федин?

— Без всякого сомнения.

Панова задумалась и говорит:

— Как это страшно!..

Кстати, с Гором Видалом, если не ошибаюсь, произошла такая история.  Он был в Москве. Москвичи стали расспрашивать гостя  о Воннегуте.  Восхищались его романами. Гор Видал заметил:

— Романы Курта страшно проигрывают в оригинале...

## Отзывы
- Корней Чуковский, поэт, переводчик, литературовед:

Недавно богатыми ресурсами речи порадовала читателей Рита Райт-Ковалёва в своём отличном переводе знаменитого романа Джерома Сэлинджера «Над пропастью во ржи». Роман написан на том грубом, но живописном жаргоне, на каком вообще изъясняются между собой подростки и в США и порою — у нас. Грубость этого жаргона не мешает изображённому в романе подростку хранить в потаённых глубинах души романтически светлые чувства и стремиться к человечности и правде.

Рита Райт-Ковалёва слегка ослабила грубость его языка, но всю выразительность этого жаргона, всю силу и красочность его попыталась полностью передать в переводе. Здесь она обнаружила такое искусство, какое свойственно лишь первоклассным мастерам. <…> Если бы нужно было несколькими словами определить переводческий метод Райт-Ковалёвой, я сказал бы, что она добивается точности перевода не путём воспроизведения слов, но путём воспроизведения психологической сущности каждой фразы (так переводились ею и Кафка, и Фолкнер, и др.).— Искусство перевода (1966)
- Владимир Войнович, писатель:

Она была прекрасной переводчицей, введшей в круг русского чтения Бёлля, Кафку, Сэлинджера, Фолкнера и Воннегута. Она знала несколько иностранных языков (некоторые в совершенстве) и виртуозно владела русским. Обладая острым умом и прекрасной памятью, она очень живо рассказывала о своём прошлом, о встречах со знаменитыми поэтами и прежде всего с Маяковским, с которым когда-то дружила. У неё была масса достоинств, при которых она могла бы претендовать на принадлежность к сословию, называемому интеллигенцией. Но у неё же был один недостаток, из-за которого я бы её к этому сословию не причислил. Она была из тех глухарей (распространенная порода), которые сами не слышат человеческих воплей и в неглухоту других не верят. И потому чужую настроенность на сострадание готовы объяснять меркантильными соображениями или приверженностью к отвлеченной казуистике, предписаниям, параграфам и «каким-то правилам» неизвестно кого и неизвестно чего, но в кавычках. Она сама была глуха и других к подобной же глухоте призывала.— 

## Сочинения
- Роберт Бёрнс. — М.: Молодая гвардия, 1965. — 352 с. — («Жизнь замечательных людей». Серия биографий. Вып. 26 (276)).
- Человек из музея человека. — М.: Советский писатель, 1982. (повесть о Борисе Вильде)